# Georgij Sjajduko
Georgij Ivanovitj Sjajduko (ryska: Георгий Иванович Шайдуко), född 6 augusti 1962 i Nikopol i nuvarande Ukraina, död 8 januari 2023, var en rysk kappseglare.
Han tog OS-silver i soling  i samband med de olympiska seglingstävlingarna 1996 i Atlanta.